# Roncador stearnsii
Roncador stearnsii es una especie de pez perciforme de la familia Sciaenidae.

## Morfología
Los machos pueden llegar alcanzar los 70 cm de longitud total y 4.800 g de peso.

## Alimentación
Come invertebrados, como gusanos marinos, almejas, cangrejos y crustáceos pequeños.

## Hábitat
Es un pez de mar y, de clima subtropical y demersal.

## Distribución geográfica
Se encuentra en el Océano Pacífico oriental: desde Point Conception (California, los Estados Unidos) hasta el sur de la Baja California ( México ).